# سيمون هاكني
سيمون هاكني (بالإنجليزية: Simon Hackney)‏ هو لاعب كرة قدم بريطاني، ولد في 5 فبراير 1984 في مانشستر في المملكة المتحدة. لعب مع أكسفورد يونايتد وستوكبورت كونتي وكولتشستر يونايتد ونادي روتشديل ونادي كارلايل يونايتد ونادي موركامب ونادي هيرفورد.

## وصلات خارجية
- سيمون هاكني على موقع قاعدة بيانات كرة القدم.إي يو (الإنجليزية)
- سيمون هاكني على موقع Soccerbase.com (لاعب) (الإنجليزية)
- سيمون هاكني على موقع Soccerway.com (الإنجليزية)